# Artur de Paiva
Artur de Paiva GOIC (Leiria, Leiria, 20 de Março de 1856 — 1900) foi um oficial do Exército Português, onde atingiu o posto de coronel, e administrador colonial que se notabilizou no processo de exploração e ocupação do sudoeste de Angola.

## Biografia
Em sua honra, no período colonial foi dado o nome de Vila Artur de Paiva à actual povoação de Kuvango, Angola.
A 14 de Julho de 1932 foi feito Grande-Oficial da Ordem do Império Colonial, a título póstumo.